# غشاء مربعي
الغشاء المربعي أو الغشاء رباعي الزوايا (بالإنجليزية: quadrangular membrane)‏ هو طبقة «تحت مخاطية» (بالإنجليزية: submucosa)‏  تحتوي على الغضروفين الإسفينيّين،  وتمتد بين الأجزاء الجانبية للسان المزمار والغضروفين الطرجهاليين على كل جانب.

## حواف الغشاء
الحافة السفلية الحرة للغشاء رباعي الزوايا هي نفسها الطيَّة الدهليزية التي هي: الرباط الدهليزي عندما يغطيه الغشاء المخاطي.
تتصل الحافة العلوية للغشاء المربعي بالطيات الطرجهالية اللسان مزمارية.

## روابط خارجية
- درسٌ تشريحي حول lesson11 مُعدٌ بواسطة ويسلي نورمان (جامعة جورجتاون). (larynxmembranes)